# Lekkoatletyka na Letniej Uniwersjadzie 2015
Lekkoatletyka na Letniej Uniwersjadzie 2015 – zawody lekkoatletyczne, które odbyły się w dniach od 8 do 12 lipca 2015. Areną zmagań zawodników i zawodniczek był stadion Gwangju World Cup w Gwangju.
Rywalizacja w dziesięcioboju mężczyzn oraz siedmioboju kobiet zaliczana była do cyklu IAAF Combined Events Challenge.

## Rezultaty

### Mężczyźni
| Konkurencja:                  | 1. miejsce                                                                                              | Rezultat   | 2. miejsce                                                                                         | Rezultat   | 3. miejsce                                                                                         | Rezultat   |
| Bieg na 100 m                 | Akani Simbine                                                                                           | 9,97 =NR   | Kemarley Brown                                                                                     | 10,12      | Ramil Guliyev                                                                                      | 10,16      |
| Bieg na 200 m                 | Wilfried Koffi                                                                                          | 20,41      | Bryce Robinson                                                                                     | 20,51      | Ramil Guliyev                                                                                      | 20,59      |
| Bieg na 400 m                 | Luguelín Santos                                                                                         | 44,91      | Leaname Maotoanong                                                                                 | 45,63 PB   | Jan Tesař                                                                                          | 45,73 PB   |
| Bieg na 800 m                 | Shaquille Walker                                                                                        | 1:49,05    | Abdellatif El Guesse                                                                               | 1:49,29    | Rynardt van Rensburg                                                                               | 1:49,30    |
| Bieg na 1500 m                | Aleksiej Charitonow                                                                                     | 3:39,13 PB | Abdelali Razyn                                                                                     | 3:39,20 PB | Staffan Ek                                                                                         | 3:39,68 PB |
| Bieg na 5000 m                | Hayle İbrahimov                                                                                         | 13:44,28   | Zouhair Talbi                                                                                      | 14:02,06   | Rinas Achmadijew                                                                                   | 14:05,88   |
| Bieg na 10 000 m              | Igor Maksimow                                                                                           | 29:15,30   | Nicolae Alexandru Soare                                                                            | 29:18,71   | Keisuke Nakatani                                                                                   | 29:19,30   |
| Półmaraton                    | Yusuke Ogura                                                                                            | 64:41      | Tadashi Isshiki                                                                                    | 64:52      | Yuta Takahashi                                                                                     | 65:29      |
| Bieg na 110 m przez płotki    | Greggmar Swift                                                                                          | 13,43      | Konstantin Szabanow                                                                                | 13,57      | Genta Masuno                                                                                       | 13,69      |
| Bieg na 400 m przez płotki    | Thomas Barr                                                                                             | 48,78      | Abdelmalik Lahoulou                                                                                | 48,99 NR   | Iwan Szablujew                                                                                     | 49,04 PB   |
| Bieg na 3000 m z przeszkodami | Martin Grau                                                                                             | 8:31,55    | Kaur Kivistik                                                                                      | 8:32,23 PB | Jurij Kłopcow                                                                                      | 8:33,09    |
| Sztafeta 4 × 100 m            | Japonia · Kazuma Ōseto · Takuya Nagata · Tatsuro Suwa · Kotaro Taniguchi · Yuki Koike (elim.)           | 39,08      | Polska · Adam Pawłowski · Grzegorz Zimniewicz · Artur Zaczek · Kamil Kryński · Jakub Adamski (el.) | 39,50      | Południowa Afryka · Ncincilili Titi · Shebatian Trotter · Eckhardt Rossouw · Akani Simbine         | 39,68      |
| Sztafeta 4 × 400 m            | Dominikana · Juander Santos · Gustavo Cuesta · Máximo Mercedes · Luguelín Santos · Leonel Bonon (elim.) | 3:05,05    | Japonia · Julian Jrummi Walsh · Nobuya Katō · Takamasa Kitagawa · Kentarō Satō                     | 3:07,75    | Polska · Mateusz Zagórski · Michał Pietrzak · Kamil Gurdak · Rafał Omelko · Robert Bryliński (el.) | 3:07,77 SB |
| Chód na 20 km                 | Dane Bird-Smith                                                                                         | 1:21:30    | Benjamin Thorne                                                                                    | 1:21:33    | Daisuke Matsunaga                                                                                  | 1:22:06    |
| Skok wzwyż                    | Daniił Cypłakow                                                                                         | 2,31       | Matúš Bubeník                                                                                      | 2,28 PB    | Hsiang Chun-hsien                                                                                  | 2,28 NR    |
| Skok o tyczce                 | Nikita Filippow                                                                                         | 5,50       | Ilja Mudrow                                                                                        | 5,50       | Robert Sobera                                                                                      | 5,50       |
| Skok w dal                    | Pawieł Szalin                                                                                           | 8,29       | Wasilij Kopiejkin                                                                                  | 8,13       | Rudolph Pienaar                                                                                    | 7,98       |
| Trójskok                      | Dmitrij Sorokin                                                                                         | 17,29 PB   | Fabrice Zango Hugues                                                                               | 16,76 PB   | Xu Xiaolong                                                                                        | 16,76      |
| Pchnięcie kulą                | Indrajit Singh                                                                                          | 20,27      | Andrei Gag                                                                                         | 19,92      | Aleksandr Bułanow                                                                                  | 19,84      |
| Rzut dyskiem                  | Philip Milanov                                                                                          | 64,15      | Matt Denny                                                                                         | 62,58 PB   | Andrius Gudžius                                                                                    | 62,54      |
| Rzut młotem                   | Paweł Fajdek                                                                                            | 80,05      | Pawieł Barejsza                                                                                    | 75,75      | Siarhiej Kałamojec                                                                                 | 74,68      |
| Rzut oszczepem                | Tanel Laanmäe                                                                                           | 81,71      | Huang Shih-feng                                                                                    | 81,27      | Zigismunds Sirmais                                                                                 | 79,37      |
| Dziesięciobój                 | Thomas Van der Plaetsen                                                                                 | 7952 pkt.  | Bastien Auzeil                                                                                     | 7913 pkt.  | René Stauß                                                                                         | 7791 pkt.  |

### Kobiety
| Konkurencja:                  | 1. miejsce                                                                                      | Rezultat    | 2. miejsce                                                                             | Rezultat   | 3. miejsce                                                                                                | Rezultat     |
| Bieg na 100 m                 | Wiktorija Ziabkina                                                                              | 11,23       | Shimayra Williams                                                                      | 11,46      | Jelena Czernajewa                                                                                         | 11,47        |
| Bieg na 200 m                 | Wiktorija Ziabkina                                                                              | 22,77 NR    | A'Keyla Mitchell                                                                       | 22,95 PB   | Kedisha Dallas                                                                                            | 23,24 PB     |
| Bieg na 400 m                 | Justine Palframan                                                                               | 51,27 PB    | Małgorzata Hołub                                                                       | 51,93      | Yang Huizhen                                                                                              | 51,98 PB     |
| Bieg na 800 m                 | Angie Petty                                                                                     | 1:59,06 PB  | Simoya Campbell                                                                        | 1:59,26 PB | Fabienne Kohlmann                                                                                         | 1:59,54 PB   |
| Bieg na 1500 m                | Dorcus Ajok                                                                                     | 4:18,53     | Gabriela Stafford                                                                      | 4:19,27    | Kristina Ugarowa                                                                                          | 4:19,78      |
| Bieg na 5000 m                | Kristiina Mäki                                                                                  | 16:03,29    | Camille Buscomb                                                                        | 16:03,72   | Darja Masłowa                                                                                             | 16:04,09     |
| Bieg na 10 000 m              | Ałła Kułatina                                                                                   | 32:52,27 PB | Gulszat Fazlitdinowa                                                                   | 32:55,35   | Zhang Yingying                                                                                            | 32:56,60     |
| Półmaraton                    | Zhang Yingying                                                                                  | 75:06       | Nanako Kanno                                                                           | 75:24      | Ayumi Uehara                                                                                              | 75:35        |
| Bieg na 100 m przez płotki    | Danielle Williams                                                                               | 12,78       | Nina Morozowa                                                                          | 12,83      | Michelle Jenneke                                                                                          | 12,94        |
| Bieg na 400 m przez płotki    | Joanna Linkiewicz                                                                               | 55,62 =PB   | Emilia Ankiewicz                                                                       | 56,55 PB   | Irina Takuncewa                                                                                           | 56,57 PB     |
| Bieg na 3000 m z przeszkodami | Jekatierina Sokolenko                                                                           | 9:25,77 PB  | Natalija Własowa                                                                       | 9:35,99    | Özlem Kaya                                                                                                | 9:37,79      |
| Sztafeta 4 × 100 m            | Kazachstan · Anastasija Tułapina · Swietłana Golendowa · Julija Rachmanowa · Wiktorija Ziabkina | 44,28       | Stany Zjednoczone · Ana Holland · Kylie Price · Jade Barber · Nataliyah Friar          | 44,95      | Tajlandia · Supawan Thipat · Phensri Chairoek · Tassaporn Wannakit · Wanwisa Kongthong · Khanrutai Pakdee | 45,03        |
| Sztafeta 4 × 400 m            | Polska · Małgorzata Hołub · Monika Szczęsna · Joanna Linkiewicz · Justyna Święty                | 3:31,98     | Rosja · Lilija Gafijatulina · Kristina Malwinowa · Irina Takuncewa · Jelena Zujkiewicz | 3:32,46    | Stany Zjednoczone · A'Keyla Mitchell · Madeline Kopp · Kim MacKay · Shea Martinez                         | 3:37,20      |
| Chód na 20 km                 | Anisia Kirdiapkina                                                                              | 1:28:18     | Marina Pandakowa                                                                       | 1:29:52    | Hou Yongbo                                                                                                | 1:32:42      |
| Skok wzwyż                    | Airinė Palšytė                                                                                  | 1,84        | Elizabeth Boyer                                                                        | 1,80       | Madara Onuzane                                                                                            | 1,80         |
| Skok o tyczce                 | Li Ling                                                                                         | 4,45        | Eliza McCartney                                                                        | 4,40       | Chloé Henry                                                                                               | 4,40         |
| Skok w dal                    | Julija Pidłużna                                                                                 | 6,79        | Anna Jagaciak-Michalska                                                                | 6,57       | Naa Anang                                                                                                 | 6,55 PB      |
| Trójskok                      | Jekatierina Koniewa                                                                             | 14,60       | Jenny Elbe                                                                             | 13,86      | Anna Jagaciak-Michalska                                                                                   | 13,81        |
| Pchnięcie kulą                | Lena Urbaniak                                                                                   | 18,00 PB    | Paulina Guba                                                                           | 17,94 PB   | Brittany Crew                                                                                             | 17,27 PB     |
| Rzut dyskiem                  | Julija Malcewa                                                                                  | 59,37       | Marike Steinacker                                                                      | 58,83      | Stefania Strumillo                                                                                        | 58,22        |
| Rzut młotem                   | Hanna Skydan                                                                                    | 70,67       | Joanna Fiodorow                                                                        | 69,69      | Julia Ratcliffe                                                                                           | 67,54        |
| Rzut oszczepem                | Tacciana Chaładowicz                                                                            | 60,45       | Līna Mūze                                                                              | 60,26      | Irena Šedivá                                                                                              | 59,89 PB     |
| Siedmiobój                    | Anna Maiwald                                                                                    | 5965 pkt.   | Ida Marcussen                                                                          | 5865 pkt.  | Anna Pietricz                                                                                             | 5795 pkt. PB |